# Temperatura de Planck
A temperatura de Planck, chamada assim pelo físico alemão Max Planck, é a unidade de temperatura no sistema de unidades naturais conhecida como unidades de Planck. A temperatura de Planck é o valor limite máximo de temperatura e e equivale a cerca de 100 milhões de milhões de milhões de milhões de graus, ou 1032 Kelvin. É apresentada com a fórmula:
{\displaystyle T_{P}={\frac {m_{P}c^{2}}{k}}={\sqrt {\frac {\hbar c^{5}}{Gk^{2}}}}=}
1,41679(11) × 1032 K
Onde:
- mP é a massa de Planck,
- c é a velocidade da luz no vácuo,
- {\displaystyle \hbar } é a constante reduzida de Planck,
- G é a constante de gravitação universal,
- k é a constante de Boltzmann.